# پتروس سیرابیان
پتروس سیرابیان (ارمنی: Պետրոս Սրապյան؛ زاده ۱۸۳۳ - درگذشته ۱۸۹۸) نقاش و پرتره‌نگار ارمنی‌تبار اهل امپراتوری عثمانی بود. وی همچنین با نام «موسیو پیر» نیز شناخته می‌شد.

## زندگی‌نامه
وی در ۱۸۳۳ در ناحیه اورتاکوی، کنستانتینوپل در به دنیا آمد  وی در ۱۸۹۸ در سن ۶۵ سالگی در صوفیه درگذشت.

## نگارخانه

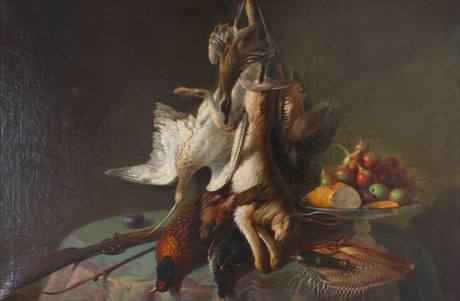
Hunting Still Life (1894)